# Баскія (фільм)
Баскія (англ. Basquiat) — американський біографічний драматичний фільм 1996 року, знятий Джуліаном Шнабелем, який став його повнометражним режисерським дебютом. Фільм заснований на реальних подіях узятих з життя американського художника постмодерніста та нео-експресіоніста Жана-Мішеля Баскія. Фільм є першим про американського художника, написаний і знятий іншим художником.
Джеффрі Райт грає роль самого Баскіа, художника, що народився в Брукліні, який використав техніку графіті як основу для створення картин у стилі колажу на полотні. Девід Боуї грає друга і наставника Баскія, поп-артиста Енді Ворхола. Другорядних персонажів грають актори включаючи: Ґері Олдмена в ролі Шнабеля, Майкла Вінкотта в ролі мистецтвознавця Рене Рікара, Денніса Хоппера в ролі Бруно Бішофбергера, Крістофера Уокена в ролі настирливого журналіста, Віллема Дефо у ролі нещасного художника, що ледь зводить кінці з кінцями працюючи електриком, а також Клер Форлані, Кортні Лав, Татум О'Ніл і Бенісіо дель Торо в епізодичних ролях.

## Сюжет
Фільм є розповіддю про життя Баскія що частково включає домисли та припущення. Спочатку художник, живе в картонній коробці в парку на Томпкінс-Сквер, у восьмидесятих роках він просувається по сходинках нью-йоркського світу мистецтва, частково завдяки своїм друзям: Енді Ворхолу, арт-диллеру Бруно Бішофбергеру, поету і критику Рене Рікарду та колезі-художнику Альберту Мілу.
Окрім розвитку творчої кар'єри художника, фільм розповідає про бурхливі стосунки Баскія з Джиною, молодою художницею, яку він зустрічає, коли та працює офіціанткою в ресторані, що він часто відвідує зі своїм другом Бенні. На їхні взаємини вплинув рапто роман Баскія з так званою «великою рожевою», жінкою, яку той зустрів на вулиці, і його зловживання героїном. З часом Баскія опиняється ізольованим від друзів через свою славу, смерть Ворхола та зловживання наркотиків. Фільм закінчується титром, який повідомляє глядачам, що Баскія помер від передозування героїном 12 серпня 1988 року у віці 27 років.

## В ролях
- Джеффері Райт — Жан-Мішель Баскія
- Девід Бові — Енді Воргол
- Бенісіо дель Торо — Бенні Далмау
- Денніс Гоппер — Бруно Бішофбергер
- Гері Олдман — Альберт Майло
- Майкл Вінкотт — Рене Рікар
- Клер Форлані — Джини Кардинале
- Паркер Поузі — Мері Бун
- Кортні Лав — Біг Пінк
- Еліна Левенсон — Анніна Носей
- Пол Бартел — Генрі Гельдзалер
- Крістофер Уокен — інтерв'юер
- Віллем Дефо — електрик
- Сем Рокуелл — головоріз

## Виробництво

### Написання
Спочатку Джуліан Шнабель лише давав гроші для створення фільму про Жана-Мішеля Баскія, але коли він прочитав першу чернетку сценарію, який спотворював Енді Ворхола, вирішив зняти фільм самостійно. Шнабель сказав: «Я хотів зробити фільм-реквієм для Джин і Енді… на них так нападали. Енді піклувався про Жан-Мішеля. Він справді був людиною, а не вампіром. А його смерть розбила серце Жан-Мішеля».
Шнабель написав сценарій базуючись на розповіді Джона Боу і Майкла Холмана — колишніх учасників театральної рок-групи The Tubes, які вперше зустрілися з Баскією в 1979 році і того ж року заснували експериментальну, індастріально-електронну групу під назвою Gray.

### Роботи Шнабеля в фільмі
Як режисер, Шнабель вирішив «увійти» в фільм, додавши вигаданого персонажа Альберта Майло (у виконанні Гері Олдмана), якого він зписав з себе. Шнабель також дав епізодичні ролі своїм батькам та доньці (у ролях сімейства Майло). Сам Шнабель з'являвся у фільмі як статист в ролі офіціанта.
«Баскія» став першим комерційним художнім фільмом про художника, знятим художником. На це Шнабель сказав:
«Я знаю, що таке наклепи на артиста. Я знаю, як це — бути засудженим як художник. Я знаю, як це — стати митцем і мати славу та розголос. Я знаю, як це — коли тебе звинувачують у речах, яких ти ніколи не говорив і не робив. Я знаю, що таке бути і оціненим і приниженим»
Баскія помер у 1988 році від змішування токсичних наркотиків (він поєднував кокаїн і героїн, суміш відома як « спідболлінг»). Маєток Баскія не дав дозволу на використання його робіт у фільмі, тому Шнабель та його асистент Грег Богін створили для фільму картини «в стилі» Баскія..
Після виходу фільму Джеффрі Райт заявив: «Я думаю, що моє виконання буле підлаштоване, те, як мої епізоди змонтували, було підлаштовано, так само, як була підлаштована його [Баскія] історія [. . . ] Джуліан видавав його надто слухняним, занадто „жертвою“, надто пасивним і не таким небезпечним, яким він був насправді, при житті [. . . ] тут йдеться про те, щоб звеличити себе через пам'ять Баскія».
Порівнюючи образ Ворхола, у виконні Боуї, з тими, хто грав Ворхола раніше, Пол Морріссі (який знімав багато фільмів, що продюсував Уорхол) сказав: «Боуї став найкращим на сьогоднішній день. Ви наслідуєте Баскію, думаючи, що Енді був комічним і кумедним, а не претензійним, фальшивим лайном, яким його показують інші». Він також зазначив, що «Бові принаймні знав Енді. Вони ж ходили на одні і ті самі вечірки». Для зйомок фільму Боуї зміг позичити справжню перуку, окуляри та піджак Уорхола з його музею в Піттсбурзі. Письменник Боб Колачелло, який редагував журнал Воргола у 70-х і на початку 80-х, сказав: «Кріспін Гловер умів ходити найбільше схоже, на справжнього Енді, Джаред Харріс говорив як Енді, а Боуї став найбільше схожим на Енді. Коли я вперше побачив Девіда на знімальному майданчику, мені здалося, що Енді воскрес».
У 2018 році музикант і актор Ленні Кравіц розповів в інтерв'ю Magazine, що режисер Джуліан Шнабель запросив його зіграти роль Баскія. Кравіц сказав: «Зараз я озираюся назад і думаю: вау, мабуть я повинен був погодитися».

## Вихід

### Кассові збори
Прем'єра відбулася 9 серпня 1996 року в 6 залах, заробивши 83 863 долари за перші вихідні. Зрештою фільм зібрав у прокаті 3 011 195 доларів США.

### Критика
Фільм отримав позитивні відгуки критиків. На веб-сайті агрегатора рецензій Rotten Tomatoes фільм отримав рейтинг 67 % на основі 30 рецензій із середньою оцінкою 6,9/10. Metacritic повідомляє рейтинг 65 зі 100 на основі 20 критиків, вказуючи на «загалом схвальні відгуки».